# Ilminster
Ilminster est une petite ville du Somerset, en Angleterre. Elle compte 4 781 habitants.